# Мірослав Шатан
Мірослав Шатан (словац. Miroslav Šatan; 22 жовтня 1974, м. Яцовце, ЧССР) — словацький хокеїст, лівий/правий нападник.

## Ігрова кар'єра
Вихованець хокейної школи ХК «Топольчани». Виступав за ХК «Топольчани», «Дукла» (Тренчин), «Кейп-Бретон Ойлерс» (АХЛ), «Детройт Вайперс» (ІХЛ), «Сан-Дієго Галлс» (ІХЛ), «Едмонтон Ойлерс», «Баффало Сейбрс», «Слован» (Братислава), «Нью-Йорк Айлендерс», «Піттсбург Пінгвінс», «Вілкс-Барре/Скрентон Пінгвінс» (АХЛ), «Бостон Брюїнс», «Динамо» (Москва).
У складі національної збірної Словаччини провів 133 матчі (71 гол); учасник зимових Олімпійських ігор 1994, 2002, 2006 і 2010 (22 матчі, 10+4), учасник чемпіонатів світу 1994 (група C), 1995 (група B), 1996, 2000, 2002, 2003, 2004, 2005, 2007, 2010, 2011 і 2012 (73 матчі, 35+34), учасник Кубка світу 1996 і 2004. У складі молодіжної збірної Словаччини учасник чемпіонату світу 1994.
Досягнення
- Чемпіон світу (2002), срібний призер (2000, 2012), бронзовий призер (2003)
- Володар Кубка Стенлі (2009)
- Чемпіон Словаччини (1994, 2005, 2012)
- Учасник матчу всіх зірок НХЛ (2000, 2003).